# Dries De Smet
Dries De Smet (Dendermonde, 14 januari 1998) is een Belgische voormalige atleet, die gespecialiseerd was in de middellange afstand en het veldlopen.

## Loopbaan
De Smet begon zijn atletiekcarrière bij de jeugd van AC Lebbeke, waar hij nog steeds bij is aangesloten. In 2017 won hij zijn eerste titel bij de senioren op de 1500 m tijdens de Belgische indoorkampioenschappen. Na deze titel werkte hij toe naar de Europese kampioenschappen U20 in het Italiaanse Grosseto. Hier wist hij zilver te behalen op de 1500 m. In december 2017 behaalde hij een zestiende plaats op het EK veldlopen U20 in het Slovaakse Samorin.

## Belgische kampioenschappen
Indoor
| Onderdeel | Jaar |
| --------- | ---- |
| 1500 m    | 2017 |

## Persoonlijke records
Outdoor
| Onderdeel | Prestatie | Datum             | Plaats   |
| --------- | --------- | ----------------- | -------- |
| 800 m     | 1.50,11   | 25 mei 2019       | Oordegem |
| 1000 m    | 2.27,54   | 11 september 2015 | Brussel  |
| 1500 m    | 3.43,18   | 1 juni 2019       | Oordegem |

Indoor
| Onderdeel | Prestatie | Datum            | Plaats |
| --------- | --------- | ---------------- | ------ |
| 1500 m    | 3.54,30   | 18 februari 2017 | Gent   |
| 3000 m    | 8.27,02   | 20 februari 2016 | Gent   |

## Palmares

### 1500 m
- 2017:  BK AC indoor - 3.54,30
- 2017:  EK U20 in Grosseto - 3.56,98

### veldlopen
- 2017: 16e EK U20 in Samorin